# Zapasy z Ernestem Hemingwayem
Zapasy z Ernestem Hemingwayem (ang. Wrestling Ernest Hemingway) – amerykański melodramat z 1993 roku w reżyserii Randy Haines. Zdjęcia kręcono w Kalifornii i na Florydzie.

## Fabuła
Frank – emerytowany irlandzki marynarz i Walter – emerytowany kubański fryzjer to dwaj starzy, samotni ludzie. Obaj obecnie są pensjonariuszami domu spokojnej starości. Frank wielokrotnie rozwiedziony i popijający alkohol próbuje uwieść Helen, administratorkę domu starców. Walter, nieśmiały kawaler, flirtuje z atrakcyjną kelnerką Elaine. Frank i Walter poznają się w parku i zaprzyjaźniają. Ale potem zaczynają się oddalać od siebie.

## Główne role
- Robert Duvall – Walter
- Richard Harris – Frank
- Shirley MacLaine – Helen Cooney
- Sandra Bullock – Elaine
- Micole Mercurio – Bernice
- Marty Belafsky – Ned Ryan
- Piper Laurie – Georgia
- Ed Amatrudo – Ojciec Henry'ego
- Jag Davies – Henry